# Volta al llac Taihu
La Volta al llac Taihu (oficialment Tour of Taihu Lake) és una cursa ciclista professional per etapes que es disputa al voltant del llac Taihu (Xina), el mes de novembre. La seva primera edició s'anomenà simplement Tour of Taihu. Se celebra des del 2010, formant part de l'UCI Àsia Tour. Les primeres edicions va estar dins de la categoria .2 (última categoria del professionalisme); la primera 1.2 (en ser cursa d'un dia) i la segona 2.2 (en ser per etapes). La temporada 2012-2013 va ascendir a la categoria 2.1 i el 2023 a UCI ProSeries.

## Palmarès
| Any  | Vencedor             | Segon             | Tercer                |         |
| ---- | -------------------- | ----------------- | --------------------- | ------- |
| 2010 | David Kemp           | Jing Yang         | Serhí Hretxin         |         |
| 2011 | Borís Xpilévski      | Alois Kaňkovský   | Aaron Kemps           |         |
| 2012 | Milan Kadlec         | Floris Goesinnen  | Choi Ki Ho            |         |
| 2013 | Iuri Metluixenko     | Alois Kaňkovský   | Borís Xpilévski       |         |
| 2014 | Sam Witmitz          | Jurgen Van Diemen | Alois Kaňkovský       |         |
| 2015 | Jakub Mareczko       | Andrea Palini     | Marco Zanotti         |         |
| 2016 | Leonardo Fabio Duque | Yonder Godoy      | Peter Schulting       |         |
| 2017 | Jakub Mareczko       | Guillaume Boivin  | Carlos Alzate         |         |
| 2018 | Boris Vallée         | Benjamin Dyball   | Alexander Cataford    |         |
| 2019 | Dylan Kennett        | Boris Vallée      | Matthias Brändle      |         |
| 2021 | suspesa              | suspesa           | suspesa               | suspesa |
| 2022 | suspesa              | suspesa           | suspesa               | suspesa |
| 2023 | George Jackson       | Enrico Zanoncello | Jarne Van De Paar     |         |
| 2024 | Jelte Krijnsen       | Marcin Budziński  | Wilmar Paredes Zapata |         |